# Divisioni elettorali della Camera dei rappresentanti australiana
Le divisioni della Camera dei rappresentanti australiana, detti anche elettorati o seggi, sono 150; si caratterizzano come collegi uninominali.

## Distribuzione
Le divisioni sono distribuite tra gli stati e i territori australiani in accordo con la sezione 24 della costituzione australiana e con l'Electoral Act.
Solitamente la distribuzione viene divisa sul criterio della popolazione, con le seguenti condizioni:
- ogni stato deve eleggere almeno 5 membri (una disposizione questa che dà alla Tasmania una rappresentanza maggiore di quello che la popolazione le consentirebbe;
- la Costituzione prevede che la Camera dei rappresentanti abbia circa il doppio dei componenti del Senato.

All'interno di ogni stato e territorio, bisogna rivedere i confini delle divisioni almeno ogni 7 anni, con un processo definito ridistribuzione, o quando lo Stato ha titolo ad un cambio nel numero dei suoi rappresentanti. I confini sono stabiliti dal Comitato di Ridistribuzione, e l'assegnamento dei seggi ad ogni stato è dato dai votanti iscritti ai collegi, e non dal numero totale degli abitanti.
In uno Stato (o territorio), il numero dei votanti iscritti ad ogni divisione non può scostarsi di più del 10% dalla media delle divisioni elettorali di quello Stato.

## Nome
Le divisioni della Camera dei rappresentanti sono inusuali da questo punto di vista; i nomi degli elettorati infatti non sono dati in base a località geografiche, come avviene nella maggior parte degli stati. A molte delle divisioni viene assegnato il nome di personalità storiche australiane come ex politici (spesso primi ministri), esploratori, artisti ed ingegneri.
La creazione, la ridistribuzione e l'abolizione delle divisioni è responsabilità della Commissione elettorale australiana. Ecco di seguito alcuni dei criteri che usa nel nominare nuove divisioni:
- i nomi vengono assegnati ad australiani deceduti che hanno reso meriti straordinari al proprio paese, con particolare attenzione ai primi ministri;
- mantenere i nomi originali delle divisioni proclamate dalla Federazione nel 1901;
- evitare nomi di luoghi geografici;
- ove più appropriato usare nomi aborigeni;
- non riutilizzare i nomi dei distretti elettorali.

## Elenco dei Divisioni

Una mappa delle 151 divisioni, a partire dalle elezioni federali del 2022.

Elenco delle divisioni elettorali suddivise per stati e territori; situazione alle elezioni del 2016.

### Nuovo Galles del Sud
|  |  |  |

Ci sono 47 divisioni in New South Wales:
| - Banks - Barton - Bennelong - Berowra - Blaxland - Bradfield - Calare - Chifley - Cook - Cowper - Cunningham - Dobell - Eden-Monaro - Farrer | - Fowler - Gilmore - Grayndler - Greenway - Hughes - Hume - Hunter - Kingsford Smith - Lindsay - Lyne - Macarthur - Mackellar - Macquarie - McMahon | - Mitchell - New England - Newcastle - North Sydney - Page - Parkes - Parramatta - Paterson - Reid - Richmond - Riverina - Robertson - Shortland - Sydney | - Warringah - Watson - Wentworth - Werriwa - Whitlam |

Due to changing demographics, New South Wales lost one seat in the House of Representatives as of the 2016 federal election. The redistribution involved extensive changes to existing boundaries, with approximately 20 per cent of voters in New South Wales being moved into a new electorate. The AEC's initial proposal called for the Division of Hunter to be abolished, with its voters absorbed into the neighbouring electorates of Charlton, New England, and Paterson. Due to the AEC's practice of giving preference to the names of the so-called 'Federation divisions'—those contested at the first federal election in 1901—Charlton was to have been renamed Hunter.
Further, the Division of Throsby was renamed Whitlam, after former Prime Minister Gough Whitlam—part of another AEC practice of honouring deceased Prime Ministers with electoral divisions.
The final map, however, saw Charlton abolished, with Hunter moving eastward to absorb most of Charlton's territory.  The name change from Throsby to Whitlam remained in effect.

### Victoria
|  |  |  |

Ci sono 37 divisioni a Victoria:
| - Aston - Ballarat - Batman - Bendigo - Bruce - Calwell - Casey - Chisholm - Corangamite - Corio - Deakin - Dunkley - Flinders - Gellibrand - Gippsland | - Goldstein - Gorton - Higgins - Holt - Hotham - Indi - Isaacs - Jagajaga - Kooyong - La Trobe - Lalor - Mallee - Maribyrnong - McEwen - McMillan | - Melbourne - Melbourne Ports - Menzies - Murray - Scullin - Wannon - Wills |

### Queensland
|  |  |  |

Ci sono 30 divisioni nel Queensland:
| - Blair - Bonner - Bowman - Brisbane - Capricornia - Dawson - Dickson - Fadden - Fairfax - Fisher - Flynn - Forde - Griffith - Groom - Herbert | - Hinkler - Kennedy - Leichhardt - Lilley - Longman - Maranoa - McPherson - Moncrieff - Moreton - Oxley - Petrie - Rankin - Ryan - Wide Bay - Wright |

### Australia Occidentale
|  |  |  |

Ci sono 16 divisioni in Australia Occidentale:
- Brand
- Burt
- Canning
- Cowan
- Curtin
- Durack
- Forrest
- Fremantle
- Hasluck
- Moore
- O'Connor
- Pearce
- Perth
- Stirling
- Swan
- Tangney

Due to Western Australia's growing population, the state gained a 16th seat before the 2016 federal election.  The Australian Electoral Commission has named the seat Burt after one of Western Australia's most prominent legal families, and three members thereof in particular: 
- Sir Archibald Burt (1810–1879), the first Chief Justice of the Supreme Court of Western Australia,
- Septimus Burt (1847–1919), Attorney-General of Western Australia during the colonial period, and
- Sir Francis Burt (1918–2004), Governor of Western Australia from 1990 until 1993.[3]

Burt is located in the south-eastern suburbs of Perth, and was created out of portions of the neighbouring divisions of Canning, Hasluck and Tangney, and a small portion of Swan.
Based on the results of the 2013 federal election, the new electorate of Burt was notionally a Liberal seat, with a TPP margin of 5.2 percent.

### Australia Meridionale
|  |  |

Ci sono 11 divisioni in South Australia:
- Adelaide
- Barker
- Boothby
- Grey
- Hindmarsh
- Kingston
- Makin
- Mayo
- Port Adelaide
- Sturt
- Wakefield

### Tasmania
|  |

There are 5 Divisions in Tasmania:
- Bass
- Braddon
- Denison
- Franklin
- Lyons

### I territori
|  |  |

Territorio della Capitale Australiana
Ci sono 2 divisioni nel ACT:
- Canberra
- Fenner (comprende anche il Jervis Bay Territory)

Dal 1 ° luglio 2016, la Divisione di Canberra comprende anche gli elettori di Norfolk Island.
Prima delle elezioni federali del 2016, la Divisione di Fenner era conosciuta come la Division of Fraser. Il nuovo nome onora il virologo australiano Frank Fenner (1914–2010), e la variazione è dovuta ai piani da parte della Commissione elettorale australiana per citarne un elettorato vittoriana dopo che l'ex primo ministro Malcolm Fraser quando quello stato sottoposto ad una redistribuzione prossimo elettorale.
Territorio del Nord
Ci sono 2 divisioni nel Territorio del Nord:
- Lingiari (comprende anche la Christmas Island e Cocos (Keeling) Islands)
- Solomon